# Эйин
Эйин (азерб. Əyin) — село в Губадлинском районе Азербайджана.

## История
В годы Российской империи село Эйин (Аинъ) находилось в составе Зангезурского уезда Елизаветпольской губернии. По данным «Кавказского календаря» на 1912 год в селе проживало 168 человек, в основном курды.
В советские годы село входило в состав Губадлинского района Азербайджанской ССР. В результате Первой карабахской войны в августе 1993 года перешло под контроль непризнанной Нагорно-Карабахской Республики. В ходе 44-дневной Второй карабахской войны (27 сентября - 10 ноября 2020 года) село было освобождено от длительной армянской оккупации Вооружёнными силами Азербайджанской Республики.
Уроженцем села Эйин является Сулейман Гусейн оглы Рагимов — азербайджанский и советский писатель, Народный писатель Азербайджана (1960), Герой Социалистического Труда (1975).